# Доходный дом Бахрушиных
Доходный дом Бахрушиных — здание-достопримечательность в центре Москвы. Расположено по адресу: Тверская улица, дом 12, строение 1. Имеет статус выявленного объекта культурного наследия.

## История
В 1900 год—1901 годах по заказу московских предпринимателей и благотворителей Бахрушиных по проекту архитектора Карла Гиппиуса был построен доходный дом. Участок принадлежал товариществу «А. Бахрушина сыновья».
Пятиэтажное здание делилось на две части. На первых двух этажах находились магазины, а остальных трёх — жилые комнаты. На первом этаже работал магазин братьев Пате. Здесь продавались патефоны и фонографы. Также на первом этаже работала фотостудия «Отто Ренар». За этим домом, для товарищества Гиппиус построил 4 доходных дома. Их квартиры сдавались в аренду.
В 1970-е годы на первом этаже здания располагался ювелирный магазин «Берёзка».
В апреле 2012 года Правительство Москвы постановило о включении сего объекта в реестр московского культурного наследия.

## Архитектура

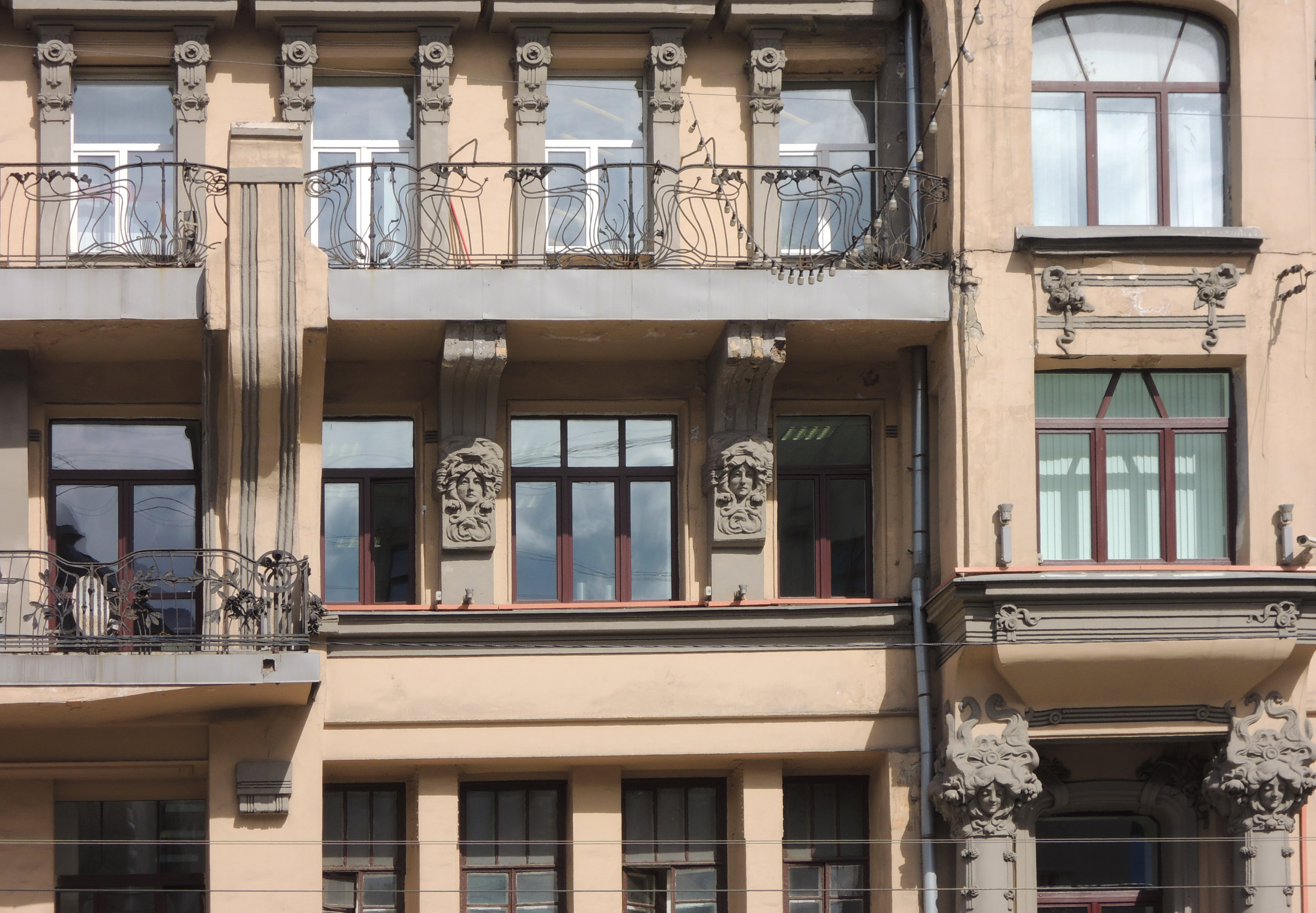
Элементы декора фасада

Карл Гиппиус был известным московский архитектором, и он часто проектировал здания на заказ семьи Бахрушиных. Дом состоит из пяти этажей. Гиппиус известен как мастер модерна, в этом стиле построен и доходный дом Бахрушиных. Его фасад выходит на Тверскую улицу. Перила балконов украшены стеблями цветов. Боковые части здания выделяются эркерами, стоящими на колоннах. Капители этих колонн украшены женскими масками, волосы которых как будто развеваются от дуновения ветра. На четвёртом этаже расположен длинный балкон, охватывающий весь фасад. Опорные части балкона украшают такие же маски, как и у капителей эркеров.